# Kike Maíllo Iznájar
Kike Maíllo Iznájar (Barcelona, 3 de juny de 1975) és un director de cinema, creatiu i guionista català.

## Biografia
Va néixer el 3 de juny de 1975 a Barcelona. El 1994 va iniciar els seus estudis cinematogràfics a l'Escola Superior de Cinema i Audiovisuals de Catalunya, on es gradua en l'especialitat de Direcció Cinematogràfica amb el curtmetratge Las cabras de Freud (1999), protagonitzat per Tristán Ulloa.
A partir d'aquí comença la seva etapa publicitària, primer, com a ajudant de direcció per a la productora publicitària Errecerre i, més tard, com a creatiu i realitzador en el marc de la petita companyia kikeyluis fundada al costat de Lluís Segura, també creatiu i realitzador. Desenvolupen campanyes publicitàries per a festivals de cinema com Curtficcions, Base Film Festival o empreses de caràcter cultural com Universitat de Barcelona, La Filmoteca de Catalunya o El Mercat de les Flors, peces que busquen l'emoció en un curt espai de temps i que han estat creditores d'importants premis.
Paral·lelament, escriu i dirigeix el seu segon curtmetratge, Los perros de Pavlov que estrena a finals de 2003, a Barcelona. Es tracta d'un relat narrat a cinc veus protagonitzat per Andrés Gertrúdix i Marta Larralde. Aquest curtmetratge participa en més de quaranta festivals i rep dues desenes de premis entre els quals destaquen els aconseguits en el Festival d'Alcalá de Henares, Mecal i el Festival de Múnic.
A partir de l'any 2006 dirigeix diversos videoclips, entre ells per a Pastora Soler, El Langui o Manos de Topo.
En l'actualitat dirigeix la sèrie d'animació Arròs covat produïda per Escàndol Films i Televisió de Catalunya, així com el seu primer llargmetratge: Eva, la primera pel·lícula de robots espanyola, estrenada el 28 d'octubre del 2011.

## Activitat docent
Després de l'èxit del seu primer curtmetratge inicia la seva activitat docent en l'ESCAC on supervisa les classes de pràctiques i, més tard, dona diverses matèries de guió i direcció cinematogràfica. En l'actualitat dona el taller de direcció de l'últim curs del graduat i el màster de direcció cinematogràfica.
També ha desenvolupat cursos per a altres centres, entre els quals destaquen el realitzat sobre "El curtmetratge" per a la Universitat de Barcelona.

## Filmografia

### Cinema
| Com a director - Las cabras de Freud (1999,curtmetratge) - Los perros de Pavlov (2003,curtmetratge) - Eva (2011) - Toro (2016) | Com a guionista - Las cabras de Freud (1999,curtmetratge) - Los perros de Pavlov (2003,curtmetratge) - ¡Nena! (2008) | Com a productor - Barcelona, nit d'estiu (2013) | Com a compositor - Las cabras de Freud (1999,curtmetratge) |

### Televisió
| Com a director - Arròs covat (2009-2012) | Com a guionista - Las manos del pianista - Arròs covat (2009-2012) | Com a actor - Arròs covat (2009-2012) |

## Premis i nominacions
| Any  | Premi                                             | Categoria                         | Títol                | Resultat  |
| ---- | ------------------------------------------------- | --------------------------------- | -------------------- | --------- |
| 2004 | Madridimagen                                      |                                   | Los perros de Pavlov | Guanyador |
| 2012 | Premi Cercle d'Escriptors Cinematogràfics,Espanya | Millor Director Revelació         | Eva                  | Guanyador |
| 2012 | Premi Cercle d'Escriptors Cinematogràfics,Espanya | Millor pel·lícula Millor Director | Eva                  | Nominat   |
| 2012 | Fantasporto                                       | Millors Efectes Especials         | Eva                  | Guanyador |
| 2012 | Premis Gaudí                                      | Millor Director                   | Eva                  | Guanyador |
| 2012 | Premis Goya                                       | Goya al millor director novell    | Eva                  | Guanyador |
| 2012 | Gérardmer Film Festival                           | Millor pel·lícula                 | Eva                  | Guanyador |
| 2012 | Premis Sant Jordi                                 | Millor Ópera Prima                | Eva                  | Guanyador |
| 2012 | Premis Turia                                      | Millor Ópera Prima                | Eva                  | Guanyador |